# Joe O'Connor
Joe O'Connor (n. 8 noiembrie 1995, Leicester, Anglia, Regatul Unit) este un jucător englez de snooker. Înainte de snooker, a practicat biliard. Este fostul campion mondial și european (ambele titluri la sub-18 ani) la Bila 9. 
În aprilie 2019, ocupa cea mai bună poziție a carierei (locul 76 mondial). O'Connor a disputat semifinala Openului Galez din anul 2019, turneu la care i-a învins pe fostul campion mondial John Higgins și pe fostul număr 1 mondial Ding Junhui. Pe Higgins l-a învins chiar de două ori în sezonul de debut, ambele victorii venind în 2019.
În decembrie 2022, a disputat prima finală a carierei într-un turneu de clasament, la Openul Scoțian, după ce îi învinsese pe traseu pe Zhao Xintong, Ding Junhui, Mark Williams, Ricky Walden și Neil Robertson, dar a fost învins în finală de Gary Wilson.
A reușit breakul maxim la 29 februarie 2024, într-un meci contra lui Elliot Slessor la Championship League, acesta fiind al 200-lea break maxim oficial din istoria snookerului.

## Finalele carierei

### Turnee de clasament: 3
| Rezultat | Nr. | An   | Turneu              | Adversar în finală | Scor |
| Finalist | 1.  | 2022 | Openul Scoțian      | Gary Wilson        | 2–9  |
| Finalist | 2.  | 2025 | Openul Mondial      | John Higgins       | 6–10 |
| Finalist | 3.  | 2025 | Championship League | Stephen Maguire    | 1–3  |

### Turnee invitaționale: 1
| Rezultat | Nr. | An   | Turneu              | Adversar în finală | Scor |
| Finalist | 1.  | 2024 | Championship League | Mark Selby         | 1–3  |

### Turnee de amatori: 1 (1 titlu)
| Rezultat | Nr. | An   | Turneu                         | Adversar în finală | Scor |
| Campion  | 1.  | 2018 | Campionatul Angliei la amatori | Andrew Norman      | 10–3 |